# Zwergfadenwurm
Der Zwergfadenwurm (Strongyloides stercoralis, von altgriechisch στρογγύλος strongúlos „rund“, und -ειδής -eidés „-artig, -förmig“, Syn. Strongyloides canis, Strongyloides intestinalis, Anguillula stercoralis) ist ein den Menschen befallender Parasit, der ohne Zwischenwirt, jedoch mit einer freilebenden Phase vorkommt. Eine Infektion mit dem in Mitteleuropa seltenen Erreger wird als Strongyloidiasis bezeichnet, das Krankheitsbild auch als Anguillulosis.
Der Zwergfadenwurm kommt in zwei genetischen Linien vor. Die eine parasitiert ausschließlich bei Hundeartigen und ruft dort gelegentlich Durchfälle oder Verstopfungen hervor (→ Strongyloidiasis der Hunde). Eine zweite Linie befällt sowohl Hunde als auch den Menschen und andere Primaten und Katzen. Damit könnten Hunde ein Erregerreservoir für den Parasiten sein, der Zoonosecharakter des Zwergfadenwurmbefalls ist aber bislang nicht abschließend geklärt.

## Verbreitung
Seine Hauptverbreitung ist in den Tropen, gelegentlich kommt er auch in gemäßigten Gebieten vor, wo er Familien- oder Gemeinschaftsinfektionen hervorruft.

## Merkmale
Nur die Weibchen leben parasitisch. Sie erreichen im Darm eine Größe von bis zu 2,7 mm, freilebende sind hingegen um ein Drittel kleiner. Die Männchen erreichen eine Länge von bis zu einem Millimeter. Der Ösophagis ist lang und reicht über das vordere Drittel des Körpers. Uterus und Darm sind knäuelartig ineinander verschlungen. Die Eier sind oval, dünnwandig und mit 50–58 × 30–34 μm relativ klein.

## Lebenszyklus
Der Zyklus verläuft in zwei Phasen. Die adulten Weibchen siedeln sich im Darm des Menschen an und legen dort parthenogenetisch bis zu 2000 Eier am Tag ab. Aus diesen schlüpft die erste Larve, die entweder mit den Faeces ins Freie gelangt, oder sich über ein weiteres Larvenstadium zur dritten Larve entwickelt. Die dritte Larve bohrt sich über die Schleimhaut des Dickdarms oder der Analhaut ins Blutgefäßsystem ein. Von dort wandert sie über die Lunge zu den Bronchien, über die Luftröhre zurück zum Darm, sodass eine neue Population entsteht. Werden die ersten Larven jedoch ausgeschieden, entwickeln sie sich weiter zur filariformen Larve, diese dringt nun über die Haut in einen neuen Wirt ein. Ein weiterer Weg, den die erste Larve einschlagen kann, nachdem sie den Wirt verlassen hat, besteht in der Weiterentwicklung zum adulten Männchen beziehungsweise Weibchen. Nach der Paarung dieser Adulti legt das Weibchen Eier ab, diese werden nun zur filariformen Larve, die wie oben beschrieben in die Haut eindringt oder über den Mund aufgenommen wird. Nun beginnt der Zyklus wieder von neuem. Die genauen Mechanismen der Fortpflanzung sind noch ungeklärt.

## Schadwirkung
Die Infektion kann chronisch werden und so über Jahrzehnte bestehen ohne Beeinträchtigung. Die Infektion mit Zwergfadenwürmern kann zu entzündlichen Ulzerationen im oberen Dünndarm führen. Es können bei massivem Befall Symptome einer Lungenentzündung auftreten, die durch die Reizung der über die Luftröhre austretenden Larven hervorgerufen wird. Es kommt auch häufig zu Afterjucken durch die in die Analhaut eindringenden Larven. Lebensbedrohlich wird die Infektion bei Menschen mit unterdrücktem oder geschädigtem Immunsystem (AIDS, Krebs), oder durch die Behandlung der Symptome, welche die über die Lunge austretenden Larven hervorrufen, da dabei meist Corticosteroide verwendet werden, diese jedoch möglicherweise eine Ähnlichkeit zu einem Wachstumshormon der Würmer aufweisen, sodass es zu einer Massenvermehrung kommt, die lebensbedrohlich werden kann. Andere Ursachen sind die durch Corticosteroide hervorgerufene Verminderung der eosinophilen Granulozyten.

## Diagnostik bei Strongyloidiasis
Der Verdacht auf Strongyloidiasis ergibt sich meist aus dem klinischen Erscheinungsbild des Patienten mit entsprechenden gastrointestinalen Symptomen sowie einer Bluteosinophilie und Serum-IgE-Erhöhung. Als Diagnosemöglichkeiten stehen Filtermethoden wie das Baermann-Wetzel-Verfahren, Agar-Platten-Methoden oder der direkte Nachweis im Stuhl zur Verfügung. Weiter kann das MIFC-Verfahren angewendet werden.
Auch Antigen-ELISA finden Verwendung, jedoch sind Kreuzreaktionen mit anderen Helminthiasis beschrieben. Zuletzt gewinnt der Nachweis mittels Polymerase-Kettenreaktion (PCR) zunehmend an Bedeutung.

## Antiparasitische Behandlung
Infektionen mit dem Zwergfadenwurm können mit Ivermectin, alternativ auch mit Albendazol, Mebendazol oder Thiabendazol therapiert werden.